# Odysia extensata
Odysia extensata là một loài bướm đêm trong họ Geometridae.